# Bartholomäus Querini

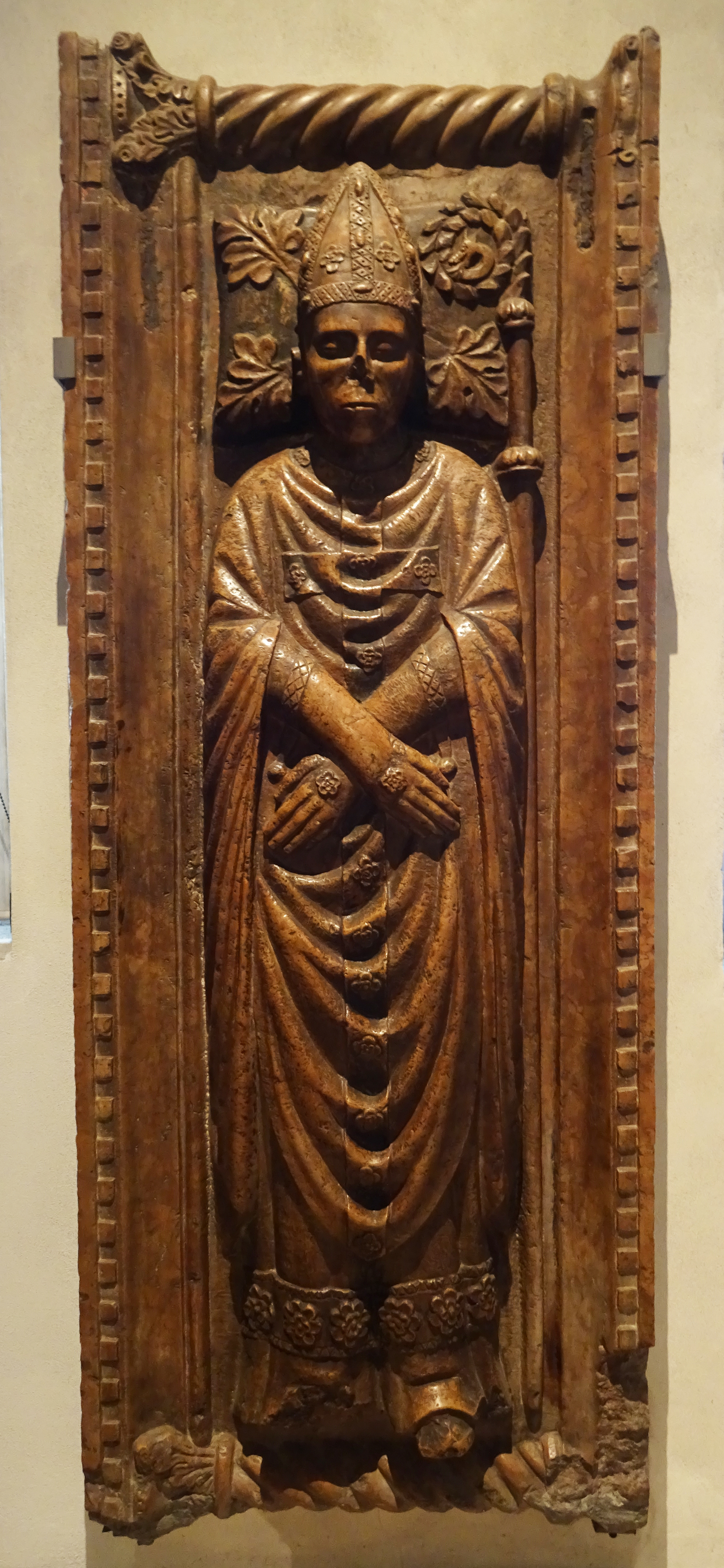
Die vermutliche Grabplatte des Bartholomäus Querini, aufbewahrt im Diözesanmuseum Trient

Bartholomäus Querini, italienisch Bartolomeo Querini, (* um 1250 in Treviso; † 23. April 1307 in Trient) war Bischof von Castello, Novara und Trient.

## Leben
Er war ein Abkömmling der Patrizierfamilie der Querini aus Venetien. Er schlug eine kirchliche Laufbahn ein. Querini wurde 1287 Primicerius des Kapitels der Basilica di San Marco. Im Jahr 1292 wurde er für das Amt des Bischofs des Sestiere Castello in Venedig nominiert, wo ein Onkel gleichen Namens bereits zuvor das Bischofsamt hatte. Nach langjährigem Episkopat wurde ihm am 8. Januar 1303 von Bonifatius VIII. das Bistum Novara anvertraut.
In Trient wurde er am 10. Januar 1304 nach einer Entscheidung von Papst Benedikt XI. eingesetzt, die kurz nach dem Tod von Papst Bonifatius VIII. fiel. Bartholomäus war sofort in die heikle politische Situation des Hochstifts Trient involviert. Der aus Mantua stammende Vorgänger von Bartholomäus, Filippo dei Bonacolsi, hatte sich wiederholt die Feindschaft der Grafen von Tirol und der Meinhardiner zugezogen, die ihre Herrschaft über die Jahre konsolidiert und ausgebaut und Ländereien dem Bistum genommen hatten.
Bartholomäus starb am 23. April 1307, er wurde im Dom von Trient beigesetzt.